# Porters femkraftsmodell

Engelskspråkig beskrivning av Porter's femkraftsmodell.

Porters femkraftsmodell, på engelska Porter's five forces (också Porter's five competitive forces), är en modell utvecklad av Michael Porter som beskriver de krafter som påverkar marknadsdynamiken i en viss bransch. Modellen är ett vanligt verktyg inom olika former av marknadsinriktad omvärldsanalys, t.ex. konkurrentanalysen. Modellen kan bl.a. användas för att beskriva hur attraktiv en marknad är att verka på för ett visst företag. Vid högt tryck från de fem krafterna pressas enligt teorin lönsamheten för de företag som är aktiva inom branschen. 
Enligt Porter inverkar följande fem krafter:
1. Kunders förhandlingsstyrka - Förhandlingsstyrkan är hög när det finns många val(affärer) för köparna att handla (köpa) från och låg när valen (antalet tillgängliga affärer) är få.
2. Leverantörers förhandlingsstyrka - Beror på om det finns få eller många potentiella leverantörer av en viktig insatsprodukt eller tjänst, om det är lätt att byta ut en leverantör, om insatsvaror är en stor del av den färdiga produkten eller om det råder monopol eller oligopol i leverantörsledet.
3. Substitut för varan eller tjänsten - Kan varan lätt bytas ut mot något annat pressas priser och därmed lönsamhet. Exempelvis kan smör ofta ersättas av margarin vilket håller priserna nere för både mjölkbönder och rapsodlare.
4. Konkurrens från nya aktörer - Beror på inträdesbarriärer, det vill säga hur lätt det är att starta en konkurrerande verksamhet för en ny aktör. Finns det fördelar av en stor volym är det svårt för en uppstickare. Finns det ett begränsat antal licenser eller en mycket komplicerad teknologi skyddas de befintliga aktörerna som därmed kan hålla högre priser. Patentskydd är ett annat sätt att hålla nya aktörer borta och därmed upprätthålla lönsamhet.
5. Konkurrens mellan befintliga aktörer - Har exempelvis de befintliga aktörerna investerat mycket kapital i produktionsanläggningar som inte kan användas till annat har de lågt incitament att ge upp och avsluta verksamheten. Växer marknaden lite eller inte alls blir det hårdare kamp om marknadsandelar mellan de befintliga aktörerna vilket, allt annat lika, driver priserna nedåt.